# Dubai Media City

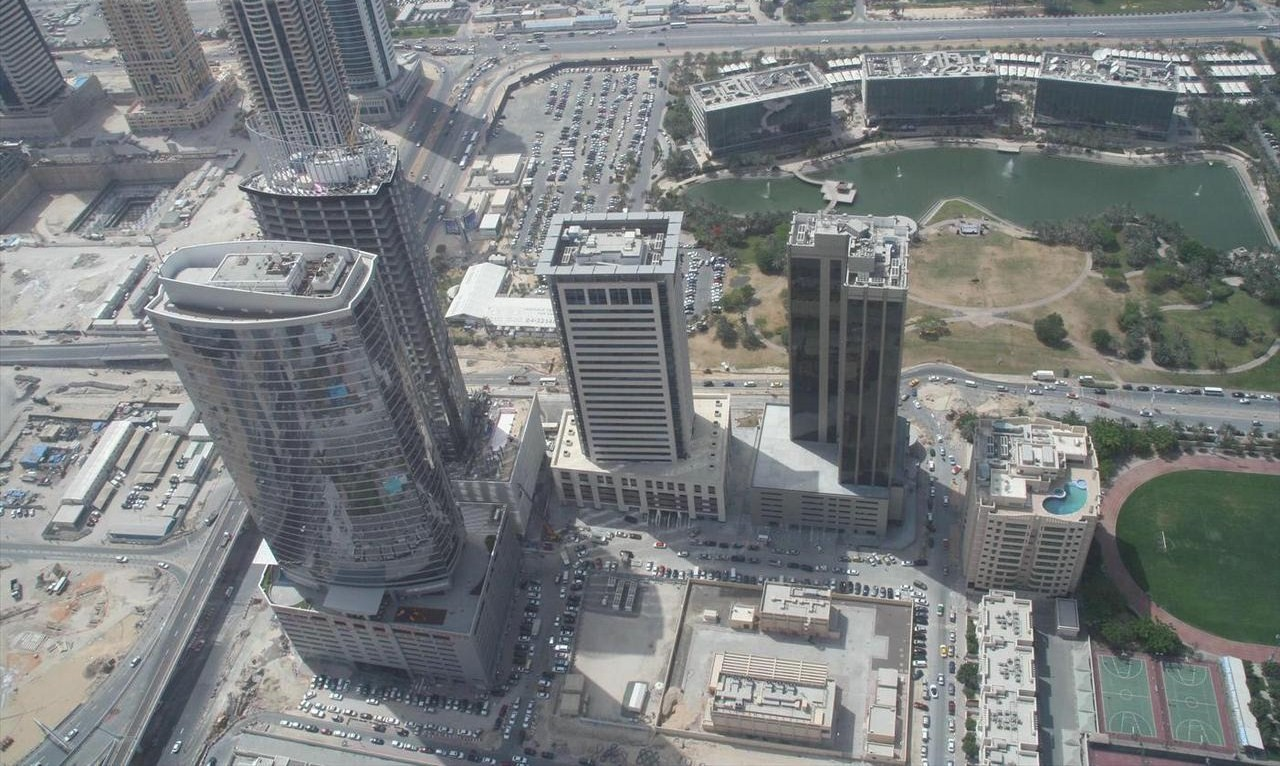
Luftbild vom 1. Mai 2007

Die Dubai Media City (arabisch مدينة دبي للإعلام, DMG Madīnat Dubayy li-l-Iʿlām) ist eine Freihandelszone in Dubai in den Vereinigten Arabischen Emiraten.
Sie befindet sich neben dem Stadtteil Dubai Marina. Gemeinsam mit den Stadtteilen Dubai Internet City und Dubai Knowledge Village bildet sie einen Medien- und Technologiepark.
Das Projekt wurde 2001 gestartet, und inzwischen beinhaltet die Dubai Media City 1200 registrierte Unternehmen, darunter einige medienbezogene Globale Unternehmen wie zum Beispiel CNN International, BBC World News, Bloomberg L.P., CNBC Arabiya,
Reuters usw. In der Dubai Media City haben sich vor allem zahlreiche elektronische Medienkonzerne angesiedelt, darunter das Middle East Broadcasting Center, welches den Nachrichtensender Al-Arabiya produziert und inzwischen dem Sender Al Jazeera Konkurrenz macht. Das staatlich abgesicherte Statut der Dubai Media City verhindert bei den Veröffentlichungen und Sendungen, die hier produziert und verbreitet werden, eine politische Zensur, was im arabischen Raum keine Selbstverständlichkeit ist.